# 位移贴图

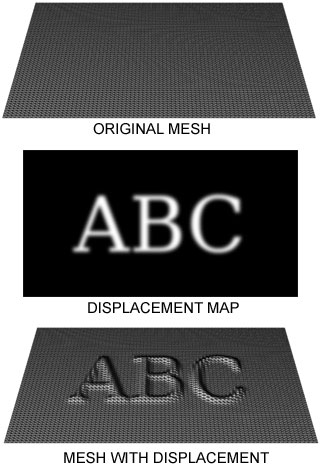
置换贴图

置换贴图是使用高度图将经过纹理化的表面上实际几何点位置沿着表面法线根据保存在纹理中的数值进行移位的技术，这是与凹凸贴图、法线贴图以及视差贴图不同的技术。
多年以来，置换贴图一直是 RenderMan 这样的高端渲染系统的一个特性，如 OpenGL 与 DirectX 这样的应用程序编程接口则没有这样的特性，其中一个原因就是置换贴图的最初实现为了得到与屏幕上的像素匹配的微多边形需要自适应的表面镶嵌。
在最新一代的图形处理硬件上，置换贴图可以解释为一种顶点-纹理贴图。在这种方法中，纹理贴图的数值将不再改变像素的颜色，而是用来改变顶点的位置。与凹凸贴图和法线贴图不同，置换贴图可以用这种方法生成真正粗糙的表面。目前只在一小部分的桌面图形处理器上实现了这种功能，并且为了生成非常细致的网格、得到更好的三维感觉以及更好的纹理深度与细节需要与自适应的镶嵌术配合使用，自适应镶嵌技术可以根据当前的观察参数设定增加渲染的多边形数目。

## 进一步的阅读资料
- Blender Displacement Mapping
- 浮雕纹理贴图（页面存档备份，存于）网站
- 任意多边形表面的实时浮雕纹理贴图（页面存档备份，存于）论文
- 无高度场的表面细节的浮雕纹理贴图（页面存档备份，存于）论文